# Thomas Egerton (2e comte de Wilton)
Thomas Egerton (30 décembre 1799 – 7 mars 1882) est un noble britannique et homme politique Tory. Il sert en tant que Lord-intendant en 1835, dans le gouvernement de Robert Peel. Il est titré comte de Wilton.

## Biographie
Il est le second fils de Robert Grosvenor, 1er marquis de Westminster et son épouse Lady Eleanor Egerton, fille de Thomas Egerton (1er comte de Wilton). Richard Grosvenor (2e marquis de Westminster) est son frère aîné, et Robert Grosvenor (1er baron Ebury), son frère cadet. En 1814, à l'âge de 14 ans, il devient comte de Wilton, à la mort de son grand-père maternel. Il prend le nom de famille de Egerton au lieu de Grosvenor en 1821. Il hérite également de Heaton Park de son grand-père maternel.
Lord Wilton est également un grand sportif. Considéré comme un cavalier expert, il crée les courses de Heaton Park en 1827. Il est aussi un compositeur. Il compose l'hymne: "louez le Seigneur, vous toutes les nations", un hymne intitulé "l'Hymne à l'Éros", ainsi que plusieurs autres compositions vocales.

## Carrière politique
Lord Wilton prend son siège à la Chambre des lords à son vingt et unième anniversaire en 1820. En janvier 1835, il est nommé Lord-intendant dans l'administration Tory de Robert Peel et le mois de février suivant, il est admis au Conseil Privé. Cependant, le gouvernement est tombé en avril 1835 et Lord Wilton n'est jamais revenu au gouvernement.

## Yachting
Il s'intéresse également à la navigation de plaisance, et est l'un des membres fondateurs de la Royal Yacht Club de la Mersey en 1844 Il a été Commodore du Royal Yacht Squadron de 1849 à 1881,. À ce titre, il invitr les membres du New York Yacht Club à la régate ouverte à toutes les nations autour de l'Île de Wight, le 22 août 1851. Le N. Y. Y. C. yacht Amérique remporte l'événement et son trophée d'argent est rebaptisé par la suite Coupe de l'America.
Lord Wilton est intronisé au panthéon de la Coupe de l'America Hall of Fame en 2001, lors d'une cérémonie au Royal Yacht Squadron lors du jubilé la Coupe de l'America.

## Mariage et descendance
Il épouse Lady Mary Stanley, fille d'Edward Smith-Stanley (12e comte de Derby), en 1821. Ils ont onze enfants, dont cinq seulement ont atteint l'âge adulte:
- Eleanor Egerton (1823-1824).
- Thomas Egerton, vicomte Grey de Wilton (1825-1830).
- Mary Egerton (1827-1838).
- Margaret Egerton (1830-1831).
- Arthur Egerton, vicomte Grey de Wilton (1831-1831).
- Elizabeth Egerton (1832-1892). Elle épouse Dudley FitzGerald-de Ros (23e baron de Ros) en 1853.
- Arthur Egerton (3e comte de Wilton) (1833-1885).
- Katherine Grey Egerton (1835-1920). Elle épouse Henry John Coke (1827-1916), fils de Thomas Coke (1er comte de Leicester).
- Emily Egerton (1837-1839).
- Seymour Egerton (4e comte de Wilton) (1839-1898). Il épouse Laura Caroline, fille de William Russell. Ils sont les parents d'Arthur Egerton, 5e comte de Wilton.
- Alice Madeleine Grey Egerton (1842-1925). Elle épouse Sir Henry des Voeux (en), 5e baronnet.

Après le décès de sa première épouse en décembre 1858 il se remarie avec Isabella Smith en septembre 1863. Ils n'ont pas d'enfants. Lord Wilton est décédé en mars 1883, à l'âge de 82 ans, et est remplacé dans le comté par son fils aîné survivant Arthur. La comtesse de Wilton est morte en janvier 1916.